# جون ورنوك
جُون إِدْوَرْد وَرْنُوك (بالإنجليزية: John Warnock)‏ (من مواليد 6 أكتوبر 1940) هو عالم حاسوب أمريكي ورجل أعمال، شارك مع تشارلز غيشكي في تأسيس شركة أدوب سيستمز، وهي شركة تنتج برامج الرسومات والنشر. كان وورنوك رئيس شركة أدوبي لأول سنتين ورئيس مجلس والرئيس التنفيذي طوال ال16 عاما التي قضاها في الشركة.

## حياته وسيرته المهنية
ولد وورنوك ونشأ في مدينة سولت ليك بولاية يوتا. تخرج من ثانوية أوليمبوس في عام 1958. استقرَّ لاحقًا في منطقة خليج سان فرانسيسكو، وتزوج وأنجب ثلاثة أولاد.
وورنوك حاصل على بكالوريوس الرياضيات والفلسفة، ودرجة الماجستير في الرياضيات وعلى درجة الدكتوراه في الهندسة الكهربائية، وشهادة فخرية في العلوم، وجميعها من جامعة يوتا.

## الجوائز والتكريمات
تلقى وورنوك العديد من الجوائز العلمية والتقنية:
- عام 1989 فاز وورنوك بجائزة نظم البرمجيات من رابطة مكائن الحوسبة.[9]
- عام 1995 حصل على جائزة الخريج المتميز من جامعة يوتا.
- نوفمبر عام 2003 منحته مكتبة بودلي قلادة بودلي.
- عام 2004 حصل على قلادة لوفلايس من جمعية الحاسوب البريطانية في لندن.

وورنوك هو عضو في الأكاديمية الوطنية للهندسة، الأكاديمية الأمريكية للفنون والعلوم، والجمعية الأمريكية للفلسفة.
كما حاز أيضا على شهادات فخرية من كل: جامعة يوتا، معهد الفيلم الأمريكي، وجامعة نوتنغهام.

## وفاته
توفي جون ورنوك في 19 أغسطس 2023 عن عمر ناهز الثانية والثمانين.

## وصلات خارجية
- مقابلة مع جون وورنوك، نشرت في تاريخ 20 يناير 2010.